# 159ª Brigata meccanizzata
La 159ª Brigata meccanizzata autonoma (in ucraino 159-та окрема механізована бригада?, 159-ta okrema mechanizovana bryhada, unità militare A5000) è un'unità di fanteria meccanizzata delle Forze terrestri ucraine, subordinata al Comando operativo "Sud" e con base a Pervomajs'k.

## Storia
La brigata è stata costituita il 12 marzo 2024, in seguito alla nuova legge sulla mobilitazione che ha abbassato l'età minima per la coscrizione da 27 a 25 anni, per contribuire alla difesa contro una potenziale offensiva estiva russa. Il nucleo della brigata è formato da veterani del conflitto provenienti dalla 5ª Brigata corazzata e dalla 67ª Brigata meccanizzata; il comandante, colonnello Oleksandr Demčuk, ha perfezionato il suo addestramento presso la base militare statunitense di Fort Knox. A causa della mancanza di sufficienti veicoli corazzati, le nuove 5 brigate (155ª, 156ª, 157ª, 158ª e 159ª) sono state inizialmente costituite come unità di fanteria invece che meccanizzate. Nella relazione di aprile il sindaco di Pervomajs'k ha annunciato che il consiglio cittadino ha fornito assistenza ed equipaggiamento all'unità appena costituita, rivelandone così l'esistenza per la prima volta. Il 25 maggio la brigata è stata annunciata pubblicamente. A settembre tuttavia è stata la seconda brigata della serie, dopo la 155ª, ad essere riorganizzata come unità meccanizzata, ricevendo inoltre un nuovo stemma. Il 1º Battaglione meccanizzato della brigata è composto dai soldati provenienti dal 1º Battaglione fucilieri della 67ª Brigata meccanizzata, sciolto ad ottobre in seguito alla riorganizzazione dell'unità, ed ha contribuito all'addestramento delle nuove reclute grazie all'esperienza maturata durante i precedenti due anni di guerra. Il battaglione corazzato dell'unità, equipaggiato con carri M-55S (versione slovena pesantemente rimodernata del T-55) è stato costituito a partire dagli equipaggi provenienti dalla 5ª Brigata meccanizzata pesante.
Alla fine di luglio 2025 elementi della brigata sono stati schierati al fronte per la prima volta, venendo impiegati nella regione di Zaporižžja.

## Struttura
- Comando di brigata[11]
- 1º Battaglione meccanizzato
- 2º Battaglione meccanizzato
- 3º Battaglione meccanizzato
- 1º Battaglione fucilieri
- 2º Battaglione fucilieri
- Battaglione sistemi senza pilota
- Battaglione corazzato (M-55S)
- Gruppo d'artiglieria
- Battaglione artiglieria missilistica contraerei
- Battaglione genio
- Battaglione logistico
- Battaglione manutenzione
- Compagnia ricognizione
- Compagnia comunicazioni
- Compagnia radar
- Compagnia difesa NBC
- Compagnia medica

## Simboli
Lo stemma della brigata raffigura una croce ad anello dorata in campo blu, utilizzata come distintivo nell'esercito della Repubblica Popolare Ucraina, in particolare sulla bandiera della 3ª Divisione Fucilieri di Ferro.

## Comandanti
- Colonnello Oleksandr Demčuk (gennaio 2025 - in carica)[13]